# 다이호
다이호(일본어: 大宝(大寶), だいほう)는 일본의 연호 중 하나이다. 다이호가 아닌 타이호(たいほう)라고 읽기도 한다. 다이호 율령의 완성과 반포로 일본이 율령제를 시행하게 된 시기이다.
- 전후 : 슈초(朱鳥) 이후 - 덴무 천황 사망으로 15년간 연호 사용 중지 - 게이운(慶雲) 이전
- 시기 : 701년 ~ 704년
- 천황 : 몬무 천황

다이호 연호 개원은 다이호 율령 완성과 시행, 수도 후지와라쿄, 견당사 파견 등과 같은 율령 국가 성립의 일환으로서 시행되었다.
《니혼쇼키》에 따르면 “다이호” 이전에도 다이카・하쿠치・슈초 등의 연호가 있었다고는 하지만, 어쨌든 이때 연호 제도는 단절된 상태에 있었다. 이 다이호 개원으로 연호 사용이 재개되었고, 이후 일본의 연호 제도는 끊기는 일 없이 현재까지도 계속되고 있다.

## 개원
- 몬무 천황 5년 3월 21일(율리우스력 701년 5월 3일)에 사용이 재중지되어 그간 사용하지 않던 연호를 다이호로 개원(改元)하여
- 다이호 4년 5월 10일(율리우스력 704년 6월 16일) 게이운으로 개원되었다.

## 유래
쓰시마섬에서 금을 헌상받은 것을 기념해 개원했다.

## 다이호 시기에 일어난 일
- 원년
  - 다이호 율령 완성. 새로운 법령을 묘호 하카세(明法博士, 옛 일본 최고 교육기관인 다이가쿠료의 법학 교관)에게 강의하게 하였다.
- 2년
  - 다이호 율령을 천하에 반포하였다.
  - 6월에 다이호 견당사가 출발했다.
  - 12월에 지토 태상천황이 서거하였다.
- 3년
  - 오사카베 친왕을 조정의 최고 관직인 지다조칸지(知太政官事 지태정관사[*])에 임명하다.
  - 당시에 호적으로 사용된 고고노넨쟈쿠(庚午年籍)를 만들었다.

## 서력과의 대조표
| 다이호      | 원년       | 2년        | 3년        | 4년        |
| ----------- | ---------- | ---------- | ---------- | ---------- |
| 서기 (西紀) | 701년      | 702년      | 703년      | 704년      |
| 간지 (干支) | 신축(辛丑) | 임인(壬寅) | 계묘(癸卯) | 갑진(甲辰) |

## 같이 보기
- 일본의 연호 일람

| 이전 슈초 (686년) 사용 중단 (686년 ~ 701년) | 일본의 연호 701년 ~ 704년 | 다음 게이운 |